# Станіслав Сташиць
Стані́слав Вавжи́нець Ста́шиць (пол. Stanisław Wawrzyniec Staszic, 6 листопада 1755, Піла — 20 січня 1826, Варшава) — польський громадський і освітній діяч, філософ, публіцист.

## Біографія
Походив з міщанської родини, середньо заможної, але через свої чесноти — шанованої в рідному місті. Батько Сташиця був освіченою людиною, особливо в галузі римського права і в класичних римських авторах. Це спонукало Станіслава до вивчення римських класиків та знайшло свій відбиток у його творах. Батько Станіслава, як і дід, був бурмістром міста Піла. Під час військових заворушень при першому розподілі Польщі в 1772 році російський генерал Древіц ув'язнив його і катував кілька місяців, аби для його викупу місто виплатило Древіцю надзвичайну контрибуцію. Ці події глибоко відбилися в пам'яті Станіслава, оскільки про жорстокість Древіца він згадував у своїх «Пересторогах для Польщі».
Початкову освіту здобував у парафіяльній школі у рідному місті, згодом у Познанській середній школі, духовній семінарії, яку на рубежі 1778—1779 років закінчив висвяченням у священники. У другій половині 1779 року виїхав на навчання за кордон до Німеччини, де слухав лекції в Лейпцизькому і Геттінгенському університетах, а потім — до Королівського колегіуму в Парижі, де присвятив себе в основному природничим та фізичним наукам.

### Сташиць і Замойські
Після повернення додому в 1781 році Сташиць не міг бути прийнятий на державну службу, оскільки не належав до шляхетського стану. Через це він став вихователем синів Констанції та Анджея Замойських, на той час великого коронного канцлерома. Угоду про роботу зі Сташицем уклали на 10 років, а винагорода включала, зокрема: повний пенсіон, подорожі країною та закордон за рахунок роботодавця, а також щорічну плату в розмірі 4000 злотих довічно.
Сташиць був дуже вимогливим і строгим учителем, досить часто карав своїх вихованців. Хоча його педагогічні таланти часто ставляться під сумнів, однак він зумів своїм вихованцям прищепити цінні знання, передусім у сфері раціонального ведення господарства.
Робота в Замойських значно вплинула на його світогляд. До того часу він цікавився лише науковими справами, а тепер став дуже чутливим до політичних аспектів, оскільки Замойський був дуже популярним патріотом. Також це мало значний вплив на його погляди про вільну Польщу.
У 1787 році була видана його книга «Замітки про життя Яна Замойського», в якій Сташиць виклав план реформи державного устрою Польщі на наступних принципах: спадковість королівського трону; безперервно засідаючий сейм, який вирішує всі справи більшістю голосів; рівноправність міщан і дворянства; заміна панщини грошовою повинністю; освідчення селян; запровадження стотисячної армії.
У 1790 була видана його книга «Перестороги для Польщі[недоступне посилання з липня 2019]». В цьому ж році весною Сташиць вирушив у подорож до Італії, під час якої він написав «Щоденник подорожей».
У 1792 році Анджей Замойський помер. Ординація перейшла до рук його сина Александра, який влаштував там місце зустрічей патріотів і конспіраторів. У 1794 році родина Замойських виїхала до Відня, аби керувати справами ординації, яка після третього поділу Польщі вже повністю розташовувалася в межах земель, що відійшли Монархії Габсбургів.
Після смерті Констанції Сташиць утратив цілковиту підтримку Замойських, від нього відвернулися його колишні вихованці, він навіть був оскаржений у сфальшуванні боргових розписок. Під час перебування у Замойських розміщав свої заощадження в Констанції, на підтвердження чого отримував боргові розписки з підписом. Після її смерті він подав відповідні розписки до каси ординації, де одну з розписок визнали фальшивою. Справа завершилася багаторічним судовим процесом, але завдяки втручанню князя Адама Чорторийського її вирішили на користь Сташиця.

### Громадська і наукова діяльність
Після 1795 року, коли Польща зникла з карти Європи, Станіслав зайнявся справами господарчого розвитку краю, а також науковою роботою.
З 16 лютого 1800 року, коли в Варшаві було створено Товариство друзів наук, в якому сконцентрувалась вся тогочасна еліта наукової думки, Сташиць став одним із перших його членів, допомагав фінансово на початковому етапі, коли відчувались значна нестача коштів. Своєю працьовитістю він здобув загальне визнання і в 1804 році був призначений заступником Голови Товариства.
3-22 серпня 1805 року він здійснює наукову подорож у Татри і починає написання «Про родовища Карпат і інших гір та рівнин Польщі».
3 16 жовтня 1808 року був обраний Головою Варшавського Товариства друзів наук. В 1807—1815 був членом Освітньої палати та Управління народної освіти Варшавського герцогства.
В 1812 році Сташиць захищав в Державній раді Варшавського герцогства едукаційний училищний фонд, який наразився на небезпеку розтягання через спірне питання — чи мають училища переважне право на задоволення з по-єзуїтських маєтностей, чи вони отримують кошти після розрахунку з іншими кредиторами цих маєтностей. Голоси розподілились порівну, але захисники кредиторів замовкли, коли Сташиць сказав: «нехай не надіється народ наш на відродження; його загублять наші діти, приречені на невігластво».
Після організації Царства Польського він був призначений в 1816 році директором Відділу (пізніше — Дирекції) промисловості і мистецтв в урядовій Комісії внутрішніх справ та поліції. Цю посаду він займав до травня 1824 року, коли після конфлікту з Друцьким-Любецьким, на його прохання цар звільнив з цієї посади.
Станіслав Сташиць зробив значний внесок у розвиток освіти. В 1816 р. він заснував Академічно-гірничу школу в Кельцях та Агрономічний інститут у Маримонті.
4 червня 1816 року була затверджена організація Академічно-гірничої школи. ЇЇ директором було призначено Й. Ульмана, котрий до цього навчався в Академії в Фрайберзі. Інші наукові кадри також були пов'язані з цією академією. Школа існувала до 1826 року, коли згідно з рішенням Адміністративної Ради планувалось перенести заклад до Варшави, однак там він так і не розпочав свою роботу. Кількість студентів в окремих роках коливалась від 9 до 32. Школу закінчили близько 45 осіб (загалом навчалось близько 100 осіб), які пізніше займали високі посади в гірничій промисловості.
На свої накопичення і вислужений у Замойських капітал він придбав на ім'я Сапіг (оскільки бувши міщанином не мав права купувати міську нерухомість) у австрійського уряду в 1801 році розлогу Грубешівську волость в Люблінському воєводстві. Пізніше, 1811 року, нотаріальним актом Сташиць отримав, вже як поміщик, маєток, до якого належали 12 тисяч моргів (6000 гектарів) землі Грубешівського староства. Помістя мало у своєму складі місто Грубешів і 8 навколишніх сіл.
Одним із найбільших досягнень Станіслава Сташиця є створення в 1816 році Грубешівського аграрного товариства, яке на той час було одним із найзріліших попередньокооперативних організацій в Європі.
В 1822 році відповідно до власного плану облаштував свої грубешівські маєтності, населені господарями землевласниками в кількості до 296 чоловік. Він розподілив усі фільваркові землі між селянами і заснував в маєтку Землеробське товариство взаємодопомоги, запровадив 5 елементарних училищ і одне повітове, 3 громадські запасні склади, селянський банк.
Нагороджений Орденом Святого Станіслава 1 класу (1815) та Орденом Білого Орла (1824).
Помер 20 січня 1826 року, а 24 січня був похований з великими почестями біля костелу Непорочного Зачаття Пресвятої Богородиці на варшавських Бєлянах.

## Пам'ять
- В 1890 міська рада Львова постановила відкрити школу з назвою Міська народна школа імені Станіслава Сташиця.
- VI міська гімназія Львова була названа його ім'ям.[8]
- Гірничо-металургійна академія імені Станіслава Сташиця, Краків.

## Твори
- Uwagi nad życiem Jana Zamoyskiego (1787)
- Przestrogi dla Polski (1790) електронна версія
- O ziemorództwie gór dawnej Sarmacji, potem Polski (1805) електронна версія
- O ziemorództwie Karpatów i innych gór i równin Polski (1815) електронна версія[недоступне посилання з липня 2019]
- Myśli o równowadze politycznej Europy (1815) електронна версія
- O przyczynach szkodliwości Żydów (1818)
- Ród Ludzki (pierwsza redakcja ukończona 1792—1796, wyd. frag. wersji wiersz. 1816, całość 1819—1820 електронна версія частини 1 електронна версія частини 2 електронна версія частини 3
- O statystyce Polski електронна версія
- Dzieła Stanisława Staszica. W opracowaniu autora. T. I—IX. 1816—1820 Том 7 Том 8 Том 9

## Переклади
- Iliada Homera (Том 1) Iliada Homera (Том 2) (1815)
- Epoki Natury[недоступне посилання з липня 2019] Georges Leclerc Buffona (1784)
- Religia: poema Pana Rassyna z francuskiego tłumaczone[недоступне посилання з липня 2019] (1779)
- Poema Woltera o zapadnieniu Lisbony. (1779)
- Pochwała Marka Aurelego przez pana Thomas w języku francuzkim, przez Stanisława Staszica w języku polskim. (1816)